# テュルヴァー
テュルヴァー（Tyrvää、フィンランド語: [ˈtyrʋæː] ;スウェーデン語: Tyrvis）は、フィンランドのトゥルクポリ州、サタクンタ地域にかつて存在した地方自治体である（フィンランドの地方自治体のページも参照）。
1439年テュルヴァー教区がカルク（Karkku）教区から分離されたときに設立されたとされる。 1915年にマーケットタウンとしてヴァンマラ（Vammala）が分離されたものの、1973年にヴァンマラの一部として統合され消滅した。  なお2009年、ヴァンマラは新設された地方自治体であるサスタマラ（Sastamala）の中に編入することとなった。 
自治体の行政の中心地は、ヴァンマラの北、ラウタウェシ（Rautavesi）湖とリエコウェシ湖の近くに位置していた。
テュルヴァーは、大公国時代のフィンランドの著名な画家アクセリ・ガッレン＝ガレラが幼少期を過ごした地として知られている。 また、フィンランド初の女性作家テオドリンダ・ハーンソン（Theodolinda Hahnsson）の生地としても著名である。
宗教的には、聖オラフ教会（St. Olaf's Church、1997年9月21日に焼失）や1855年に双塔とともに建造されたテュルヴァー教会の所在地として知られる。 

## ギャラリー
- テュルヴァー教会
- 古びた墓陵
- テュルヴァー内のカリアラ（Kalliala）村の風景
- テュルヴァー地域博物館
- テュルヴァー水力発電所のプラント